# Dammyano Grootfaam
Dammyano Grootfaam (Paramaribo, 13 mei 1991) is een Nederlands voetballer die als rechter verdediger speelt maar ook als aanvaller kan spelen.
In de jeugd speelde hij bij TOP Oss, eerst in de amateurtak en vanaf de D3 in de jeugdopleiding van de profs.
In 2006 kwam hij bij de jeugdopleiding van N.E.C.. Aan het eind van seizoen 2009/10 tekende hij een opleidingscontract bij N.E.C. om zich bij het eerste elftal verder te ontwikkelen. Door een blessure kwam hij weinig aan spelen toe. Na het seizoen 2010/11 werd zijn contract opengebroken en verlengd tot eind juni 2013.
Grootfaam is een rechtsbuiten, maar onder trainer Vloet werd hij zo getraind om ook als verdediger te kunnen spelen.
Op 27 augustus 2011 heeft hij zijn debuut in de basis van N.E.C. gemaakt als rechtsback dankzij blessures van Will en Wellenberg en een schorsing van Čmovš. In de tweede helft van het seizoen 2011/12 wordt hij verhuurd aan FC Oss.
Bij Oss werd hij geen basisspeler. Hij trainde in de zomer van 2012 bij Team VVCS en had een onsuccesvolle stage bij SC Cambuur. Ondanks een tot medio 2013 lopend contract, is Grootfaam in het seizoen 2012/13 niet meer actief bij N.E.C.. In april 2013 speelde hij op proef bij FC Eindhoven. Vanaf de zomer van 2013 speelde hij voor amateurclub SV Real Lunet in de zondag vierde klasse. Vanaf de zomer van 2014 zou hij voor Kozakken Boys gaan spelen maar zag daar in juni toch vanaf. Medio 2017 verliet hij Real Lunet.

## Loopbaan
| Seizoen | Club   | Land      | Competitie     | Wedstrijden | Doelpunten |
| ------- | ------ | --------- | -------------- | ----------- | ---------- |
| 2010/11 | N.E.C. | Nederland | Eredivisie     | 0           | 0          |
| 2011/12 | N.E.C. | Nederland | Eredivisie     | 3           | 0          |
|         | FC Oss | Nederland | Eerste divisie | 14          | 1          |
| Totaal  |        |           |                | 17          | 1          |

## Erelijst
- N.E.C./FC Oss A1: Eerste divisie B: 2010